# Hackeo al Estado Mayor Conjunto de Chile de 2022
El hackeo al Estado Mayor Conjunto de Chile de 2022 fue como la prensa chilena denominó a la filtración masiva de datos sensibles de seguridad nacional, específicamente correos electrónicos enviados y recibidos entre 2012 y mayo de 2022, que afectó al Estado Mayor Conjunto de la Defensa (EMCO), el organismo encargado de realizar funciones de inteligencia, operaciones y logísticas para la defensa nacional de dicho país, por parte de la agrupación de hacktivistas «Guacamaya».